# 囚われのパルマ
『囚われのパルマ』（とらわれのパルマ）は、カプコンより2016年8月30日に発売されたゲームソフト。ジャンルは女性向け恋愛アドベンチャーゲーム（乙女ゲーム）。2018年12月18日には続編の『囚われのパルマ Refrain』（とらわれのパルマ リフレイン）が発売された。

## 概要
「ガラス越しの体感恋愛アドベンチャー」をコンセプトとした、カプコンの新規IPによる女性向けアドベンチャーゲーム。カプコンとしては2006年発売の『フルハウスキス2』以来、10年ぶりとなる女性向けIPタイトルであり、女性スタッフ中心の開発チームが手がけている。キャラクターデザインは実田千聖、音楽は北川保昌を起用。
2016年に「ハルト編」と「アオイ編」のエピソードを順次リリース。2017年は季節イベントに合わせて「スペシャル面会」を追加配信。さらに『囚われのパルマ VR面会』が一部のカプコン運営アミューズメント施設に設置された。
2018年には3人目のキャラクター「チアキ」が登場する『囚われのパルマ Refrain』をリリース。あわせて舞台化の予定が発表され、『囚われのパルマ -失われた記憶-』のタイトルで2019年6月22日から6月30日にかけて上演された。
2019年8月30日にNintendo Switch版が発売された。2020年3月12日にSwitch版『Refrain』が発売された。
2024年7月30日をもってスマートフォン版の配信およびサポートを終了。

## ゲームシステム
プレイヤーは絶海の孤島の収容施設に閉じこめられている記憶喪失の青年の相談相手となり、コミュニケーションを重ねて心の距離を近づけながら、秘められた過去を探っていく。プレイヤーの言動は選択式だが親密度を上げる為の「正解」はなく、やり取りの中で蓄積された情報から、ユングのタイプ論を応用してプレイヤーの性格を分析しており、交流の中で生まれる親密度が深まるにつれ青年の反応は変わっていく。
監視
青年が収監されている個室に設置された監視カメラの映像で、行動を観察する。青年は隠し撮りされていることに気付いておらず、無防備な様子からヒントが得られることもある。
面会
1エピソード当たり数回、面会室で青年と面会できる。スマートフォンの液晶画面を仕切りガラスに見立て、ガラス越しにスキンシップするという疑似体験もある。「Refrain」ではスマートフォンを動かすことで視線移動を表現できる。
外出
島内にある図書館、食堂、喫茶店、農園、雑貨店などを訪れ、島の住人たちと会話して「話題」や「差し入れアイテム」を入手する。
差し入れ
外出中に入手した雑貨や料理などのアイテムを送り届け、殺風景で退屈な青年の生活を充実させていく。その変化は監視カメラで観察できる。
メッセージ
SABOTという端末でLINE風のメッセージアプリを使い、監視や外出で得た「話題」をネタに青年とやり取りできる。

## シナリオ

### ハルト編
知らない間に孤島に連れてこられたプレイヤーは、とある事件を起こしてその孤島の収容所に収監されている青年・ハルトと出会う。ハルトは事件をきっかけに記憶喪失になっており、プレーヤーは本土へ戻る条件として、女性相談員となりハルトの記憶を取り戻すことを課される。
- エピソード1 ガラスの箱庭
- エピソード2 心を映す瞳
- エピソード3 紺碧の目覚め
- エピソード4 微熱と衝動
- エピソード5 思い出の咲く場所
- エピソード6 約束

### アオイ編
とある雨の日、事故に遭いそうになっていた青年・アオイを助けようとしたプレイヤー。しかしプレイヤーは、アオイが起こしたという事件の容疑者の一人とされ、孤島の収容施設に収監されたアオイと共に孤島に連れてこられてしまう。そこで出会った見知らぬ男から、恋人の記憶を失っているアオイに恋人のフリをするよう依頼される。
- エピソード1 偽りの恋人
- エピソード2 軋む心
- エピソード3 始まりの雨音
- エピソード4 隔たる想い
- エピソード5 日に向かう花
- エピソード6 心触れるとき

### Refrain
ハルトやアオイのエピソードから5年前、プレイヤーは街角で倒れていた青年・チアキを助ける。孤島の収容施設に保護されたチアキは、ある事件に関わる重要な証拠を無くしており、プレイヤーは自身に降りかかった証拠隠滅の疑いを晴らすため、相談員となって彼の記憶を探っていく。
- エピソード1 鈍色の告白
- エピソード2 信頼と深淵と
- エピソード3 たゆたう心
- エピソード4 絆の萌芽
- エピソード5 花照らす陽、花落とす陰
- エピソード6 重ねた証
- エピソード7 静かなる脈動
- エピソード8 瞬き交わす想い
- サイドストーリー1 満月の約束
- サイドストーリー2 謎の怪盗

## 登場人物

### メインキャラクター
ハルト
声 - 梅原裕一郎
ハルト編の主人公。本名：如月晴人（キサラギ ハルト）。身長178cm、体重65kg、血液型O型、好きな食べ物・特になし。
ある事件を起こしたとされ、孤島の収容所に収監されている青年。事件により、事件はもとより事件以前の記憶も失っている。感情をあまり表に出さず、無口で無愛想なところがあるが、それには何らかの事情が絡んでいる様子。
アオイ
声 - 内田雄馬
アオイ編の主人公。本名：加賀見葵（カガミ アオイ）。身長180cm、体重68kg、血液型A型、好きな食べ物・肉、魚。
ある事件の容疑者として疑いをかけられ孤島の収容所に収監されている青年。雨の日に事故に遭い、恋人の記憶を失っている。性格が明るく、初対面の人とも気軽に接することができる。女性と接することにも慣れているようだが、意識的に相手との距離をおいている様子。
チアキ
声 - 石川界人
「Refrain」の主人公。身長177cm、体重67kg、左利き。
ある事件の重要参考人として孤島の収容所に収監されている青年。その事件をきっかけに、事件に関する事と自身についての一部の記憶を失っている。他人を信用しようとせず、時には横柄な態度を取る事もあるが、それには彼の生い立ちが関係している様子。

### サブキャラクター
プレイヤーが外出先で会う孤島の住人たち。「Refrain」ではパートボイスが用意されている。
狩谷稔
声- 小西克幸
収容施設の看守。
須田
声 - 櫻井孝宏
「Refrain」に登場する収容施設の看守。
門司
声 - 鈴木達央
「Refrain」での図書館でアルバイトをしている青年。
シンディ（慎之介）
声 - 川原慶久
収容施設の相談員。公園によく現れ、オネエ言葉で恋愛相談に乗ってくれる。
店主
声 - 石川ひろあき
雑貨店の経営者。
おばあさん
声 - 宮沢きよこ
農園の管理人。余った食材を分けてくれる。
おばさん
声 - 八百屋杏
食堂の料理人。差し入れの料理を作ってくれる。
おじいさん
声 - 魚建
海岸や洞窟に現れる世捨て人のような老人。「Refrain」では差し入れ用の食材をくれる。
マスター
声 - 滝知史
喫茶店経営者。
管理人
声 - 青山穣
雑木林の管理人。
マダム
声 - さとうあい
水枯れの滝に現れる老婆。時折占いをしてくれる。
司書
ハルト・アオイ編に登場する図書館司書の女性。
新米
アオイ編に登場する収容施設の看守。新米の看守だが新米（にいごめ）は本名。

## 課金要素
- はじめにアプリ本体（プロローグ＆エピソード1のセット）の購入が必要。
- エピソード2以降は、アプリ内課金コンテンツとなる。
- 各「エピソードセット」は、「エピソード1」のクリア後にのみ購入できる。
- 「エピソード2」を単体で購入した場合は、「エピソードセット」を購入できなくなる。
- その他にもアプリ内課金コンテンツが存在する。

## 関連商品

### 書籍
漫画
- 囚われのパルマ 〜忠誠の首輪（チョーカー）〜（『コミックZERO-SUM』2016年11月号掲載、単行本未収録、発行元：一迅社）
- 囚われのパルマ 公式アンソロジー ハルト編（2016年12月24日発売、発行元：一迅社）
- 囚われのパルマ 〜孤島の王子〜（『シルフ』2017年3月号 - 7月号掲載、2017年7月22日発売、発行元：KADOKAWA）
- 囚われのパルマ×B's-LOG COMICS アンソロジー ハルト＆アオイ（2017年3月1日発売、発行元：KADOKAWA）
- 囚われのパルマ 公式アンソロジー アオイ編（2017年3月25日発売、発行元：一迅社）

小説
- 囚われのパルマ ノベルアンソロジー（2017年6月30日発売、発行元：KADOKAWA）

ファンブック
- 囚われのパルマ 公式ファンブック（2017年2月25日発売、発行元：KADOKAWA）
- 囚われのパルマ 1st ANNIVERSARY BOOK（2017年9月28日発売、発行元：イーカプコン）
- 囚われのパルマ 3rd ANNIVERSARY BOOK（2019年11月15日発売、発行元：イーカプコン）

### 音楽
- 囚われのパルマ オリジナルサウンドトラック（2016年12月1日配信開始、2017年2月15日CD発売、発売元：カプコンセルピュータレーベル）
- 囚われのパルマ Refrain オリジナルサウンドトラック（2019年2月14日配信開始、2019年4月17日CD発売、発売元：カプコンセルピュータレーベル）

## 舞台
『囚われのパルマ -失われた記憶-』が、大阪のサンケイホールブリーゼで2019年6月22日と23日に、東京のシアター1010で6月27日から30日に上演された。
舞台版では、原作でハルトがプレイヤーと出会う前の時期に起きた出来事について描かれている。大手製薬会社「シーハイブ製薬」の研究所で働くハルトと同僚たちのもとに海外から派遣された女性研究員・篠木が加入した数日後、研究所所長の政木から新薬プロジェクトの立ち上げが発表されるが、これを機にハルトの周辺の状況が変わり始める。
舞台内容を収録したDVDが東映ビデオより2019年11月13日に発売された。
キャスト
- ハルト - 太田基裕
- 篠木文乃 - 前島亜美
- 狩谷 - 悠未ひろ
- 久保田佑 - 村上幸平
- 小林祥子 - 頼経明子
- 山辺航 - 清水一希
- 島本拓海 - 瑛
- 義人 - 青地洋
- 涼子 - 愛純もえり
- 八木沼剛志 - 間慎太郎
- 郷田修一 - 山岸拓生
- 政木 - 石橋徹郎

スタッフ
- 脚色・演出 - カニリカ